# Deep Breakfast
Deep Breakfast (deutsch etwa Tiefgründiges Frühstück) ist das dritte und zugleich bekannteste Studioalbum des US-amerikanischen Komponisten Ray Lynch. Es wurde am 12. Dezember 1984 veröffentlicht und zunächst lokal von Lynch selbst, nach dem überraschenden Erfolg des Albums jedoch ab 1986 von Music West Records weltweit vertrieben. Das Album wurde als Meilenstein in der Musikgeschichte angesehen, da es elektronische und klassische Instrumente erfolgreich verband. 1989 erreichte es in der Liste der besten New-Age-Alben der Billboard Charts Platz 2. In den USA erhielt das Album "Platin" für den 1.000.000 Verkauf.
Für den Titel des Albums sowie der Lieder wurde der Musiker von Adi Da Samraj, einem spirituellen Lehrmeister und Begründer der Adidam-Religion, der Lynch angehörte, inspiriert. Das Cover wurde von Kim Prager mit Ölfarben auf Leinwand angefertigt, der Bitte Lynchs folgend, die Klänge des Albums optisch darzustellen.

## Titelliste
- Geschrieben und arrangiert von Ray Lynch und Tom Canning (nur The Oh of Pleasure).

1. Celestial Soda Pop – 4:37
2. The Oh of Pleasure – 5:18
3. Falling in the Garden – 2:44
4. Your Feeling Shoulders – 7:28
5. Rhythm in the Pews – 4:09
6. Kathleen's Song – 4:05
7. Pastorale – 5:26
8. Tiny Geometries – 6:08

| Professionelle Bewertung | Professionelle Bewertung |
| ------------------------ | ------------------------ |
| Quelle                   | Bewertung                |
| Allmusic                 | [ 2 ]                    |

## Besetzung
- Ray Lynch: Yamaha DX7, Korg Polysix, ARP Odyssey, Klavier und Gitarre[3]
- Tom Canning: Keyboard (nur The Oh of Pleasure)
- Beverly Jacobs: Flöte
- Ron Strauss: Bratsche

## Produktion
- produziert von Ray Lynch
- Mastering von George Horn